# Aleksandr Belov Cup 1996
De Aleksandr Belov Cup 1996 was een basketbaltoernooi in Europa dat in Sint-Petersburg in september 1996 werd gehouden. Vier topteams uit Europa namen deel aan dit toernooi: Spartak Sint-Petersburg, CSKA Moskou, Boedivelnik Kiev en Maccabi Rishon LeZion. CSKA won het goud.
|  | halve finale (september) | halve finale (september) |    |                       | finale (september) | finale (september) |
|  |                          |                          |    |                       |                    |                    |
|  |                          |                          |    |                       |                    |                    |
|  | CSKA Moskou              |                          |    |                       |                    |                    |
|  |                          |                          |    |                       |                    |                    |
|  |                          |                          |    |                       |                    |                    |
|  |                          |                          |    |                       |                    |                    |
|  |                          |                          |    |                       | CSKA Moskou        | 92                 |
|  |                          | Spartak Sint-Petersburg  | 84 |                       |                    |                    |
|  |                          |                          |    |                       |                    |                    |
|  |                          |                          |    |                       | Derde plaats       |                    |
|  |                          |                          |    |                       |                    |                    |
|  | Spartak Sint-Petersburg  |                          |    | Maccabi Rishon LeZion | 91                 |                    |
|  |                          |                          |    |                       | Boedivelnik Kiev   | 87                 |

## Eindklassering
| #      | Land                    |
| ------ | ----------------------- |
| Goud   | CSKA Moskou             |
| Zilver | Spartak Sint-Petersburg |
| Brons  | Maccabi Rishon LeZion   |
| 4      | Boedivelnik Kiev        |

1979 · 1991 · 1995 · 1996 · 1997 · 1998 · 1999 · 2001 · 2002 · 2003 · 2004 · 2005 · 2006 · 2007 · 2008 · 2009 · 2010 · 2011 · 2012 · 2017 · 2018 · 2021 · 2022 · 2023 · 2024